# Tolerancija hrapavosti površine
Tolerancija hrapavosti površine obično se mjeri obzirom na srednju referentnu crtu profila neravnine m, koja dijeli profil tako, da je unutar mjerne duljine l veličina svih kvadrata odstupanja profila od te crte najmanja. Mjerna duljina l ovisna je o vrsti i kvaliteti obrade, te o metodi mjerenja. Parametri hrapavosti određeni su standardom DIN 4762, a neki od njih i starijim standardima HRN M.A1.020 i 021 i DIN 4768.

## Hrapavost površine
Hrapavost površine je u općem smislu mikrogeometrijska nepravilnost površine, koja nastaje tijekom postupaka obrade ili drugih utjecaja. Hrapavost površine u određenim slučajevima bitno utječe na radna svojstva strojnih dijelova, posebno na mjestima međusobnog spoja pojedinih elemenata (trenje, zračnost, podmazivanje). Općenito, strojni dijelovi s manjom hrapavošću imaju veću dinamičku čvrstoću, veću otpornost na koroziju, veću sposobnost nalijeganja, bolje prenose toplinu itd. Kako je postizanje niskog stupnja hrapavosti uvijek povezano s duljim i skupljim postupcima obrade, ono ima za posljedicu povećanje cijene strojnog dijela.
Za procjenjivanje hrapavosti površine u strojarskoj praksi najčešće se upotrebljava srednje aritmetičko odstupanje profila Ra, koje je jednako srednjoj aritmetičkoj vrijednosti apsolutnih vrijednosti visine profila neravnina na mjernoj duljini l.
{\displaystyle R_{a}={\frac {1}{n}}\sum _{i=1}^{n}\left|y_{i}\right|}
gdje je: Ra [μm] - srednje aritmetičko odstupanje profila, l [μm] - mjerna duljina hrapavosti površine, y(x), yi [μm] - visina profila hrapavosti s obzirom na srednju referentnu crtu, n - broj točaka procjenjivanja visine profila uzduž mjerne duljine
Kao parametar hrapavosti često se upotrebljava srednja visina neravnina Rz, koja je jednaka zbroju aritmetičke sredine apsolutnih vrijednosti visine pet najviših vrhova i aritmetičke sredine apsolutnih vrijednosti pet najvećih dubina udolina na mjernoj duljini l.
{\displaystyle R_{z}={\sqrt {{\frac {1}{n}}\sum _{i=1}^{n}y_{i}^{2}}}}
gdje je: Rz [μm] - srednja visina neravnina, yi [μm] - visina i-tog najvišeg vrha, n - broj točaka procjenjivanja visine profila uzduž mjerne duljine. Približno vrijedi Rz ~ 4 Ra.
Važan parametar hrapavosti jest i najveća visina profila Ry, koja je definirana kao udaljenost između dva pravca paralelna sa srednjom linijom profila, povučena tako da u granicama mjerne duljine dodiruju najvišu, odnosno najnižu točku profila. Ovaj parametar jednak je parametru Rmax (najveća visina neravnina) definiranom HRN standardom. Približno je Rmax = 6,4 Ra.
Prema standardu HRN M.A0.065 i DIN ISO 1302, hrapavosti tehničkih površina su podijeljene u 12 stupnjeva, ovisno o najvećoj vrijednosti srednjeg aritmetičkog odstupanja Ra (tabela). U istoj su tabeli, radi mogućnosti usporedbe, navedeni i razredi hrapavosti, koji se još mogu naći u starijoj literaturi i crtežima.

## Mjerenje hrapavosti površina
Hrapavost površine se može mjeriti usporednom metodom ili direktnom metodom. Usporedna metoda se vrši kada se ispitivana površina uspoređuje se s uzorkom ili etalonom čija hrapavost je poznata, pa se tom prilikom koriste različiti komparativni mikroskopi. Direktna metoda može biti beskontaktna ili kontaktna metoda (profilometri i profilografi). 
Uređaji za mjerenje hrapavosti su:
- Profilometri mjere parametre hrapavosti.
- Profilografi crtaju profile kontroliranih površina.
- Profilograf-profilmetri su kombinacija prije navedena dva uređaja

Najčešća korištena kontaktna metoda mjerenja hrapavosti je pomoću dijamantne igle koja se giba po tretiranoj površini u jednom prolazu. Radi na induktivnom principu tj. generiranju induktivne struje i time formiranju električnog signala koji se dalje pojačava i kao izlaz imamo ispis profila i vrijednosti parametara hrapavosti kao i digitalni ispis na ekranu.

## Označavanje hrapavosti površine
Označavanje hrapavosti površine se vrši prema standardu HRN M.A0.065 i DIN ISO 1302.